# Mimusaspis mimusopis
Mimusaspis mimusopis är en insektsart som först beskrevs av Mamet 1939.  Mimusaspis mimusopis ingår i släktet Mimusaspis och familjen pansarsköldlöss. Inga underarter finns listade i Catalogue of Life.